# 시드니 트레인스
시드니 트레인스(Sydney Trains)는 오스트레일리아 뉴사우스웨일스주 시드니에서 운행되는 교외 여객철도이다. 이 네트워크는 815 km 이상, 8개 이상의 노선과 178개 역에 이르는 지상-지하 겸용 교외 통근형 철도망이다. 도심 지하구간에는 매 3분 이상, 대부분의 주요 역에서는 5-10분, 대부분의 소규모 역에는 15분 간격으로 운행된다. 주말 운행 중에는 지하구간 배차간격이 10분 미만, 외부 역의 경우 30분 이상으로 열차 운행 횟수가 적다.
이 네트워크는 뉴사우스웨일스 정부의 뉴사우스웨일스 교통국(Transport for NSW)에 의해 제어되며, 당국의 오팔 티켓팅 시스템(Opal ticketing system)의 일부다. 2017~18년에는 3억 5920만 명이 이 노선을 이용했다.

## 역사
2012년 5월 교통부 장관은 뉴사우스웨일스 전역에 걸쳐 도시철도망을 소유 및 관리하고 승객 서비스를 운영한 기관인 레일코프(RailCorp)의 구조조정을 발표했다. 2013년 7월 1일부터 서비스 운영을 인수하기 위해 두 개의 새로운 조직이 만들어졌다. 시드니 트레인스는 레일코프의 시티레일 사업부에서 베라우라, 에뮤 플레인스, 맥아더, 워터폴 역으로 묶인 시드니 광역권의 모든 교외 철도 서비스를 취득했다. 이전에 시티레일에서 운영하던 교외 철도 및 헌터 라인(Hunter Line) 서비스는 NSW 트레인스(NSW 트레인링크(NSW TrainLink)라는 브랜드)에 인수되었다. 레일코프는 네트워크 인프라의 소유자로 남아 있었다. 레일코프의 자회사로 처음 만들어졌을 때, 시드니 트레인스와 NSW 트레인스는 레일코프의 통제 주체가 아닌 NSW 교통국에 의해 통제되었다. 이들은 7월 레일코프의 자회사에서 분리되어 2017년 7월 독립기관이 되었다.

### 네트워크 전환
시드니 트레인스 시대 시드니 교외철도의 첫 연장은 2015년 글렌필드와 레핑튼 사이의 사우스웨스트 레일 링크의 개통과 함께 이루어졌다.
2018년부터 일부 구간이 시내 메트로 및 라이트 레일 노선으로 이전되고 있다. 채스우드와 에핑 사이의 노선은 시드니 메트로 노스웨스트의 일부로 이전되며, 2018년 9월에 개통을 위해 폐쇄될 예정이다. 시드넘과 뱅스타운 사이의 노선은 시드니 메트로 시티 & 사우스웨스트의 일부로 이전되며, 이 노선은 2024년에 문을 열 예정이다. 카멜리아와 칼링포드 사이의 노선은 패러매타 라이트 레일의 일부로 이전된다. 로즈힐 역을 포함한 클라이드 - 카멜리아 사이의 인접 노선은 일시 폐쇄될 예정이며, 라이트 레일은 2023년에 개통될 예정이다.
건설중인 웨스턴 시드니 공항을 지원하기 위해 새로운 연결 철도가 발표되었다. 이 노선은 세인트 메리스 역의 웨스턴 선과 연결된다. 노선은 스코필드 역과 맥아더 역 사이에 제안된 "노스-사우스 링크(North-South Link)" 1차 구간이다. 그러나 이 노선은 도시 철도 또는 경전철 기술을 사용할 가능성이 크다. 또한, 사우스 웨스트 레일 링크(South West Rail Link)에 대한 연장 제안은 레핑튼을 웨스트 시드니 공항 남쪽의 Badgerys Creek Aerotropolis interchange에 연결한다.

## 운영

시드니 트레인스 기차역은 주황색 배경과 흰색 T자의 기호로 식별한다.

2013년 7월 런던 지하철 전 최고운영책임자(COO)였던 하워드 콜린스(Howard Collins)가 시드니 트레인스 최고운영책임자로 임명됐다. 시드니 트레인스는 교외 열차 운행 외에도 뉴사우스웨일스 메트로폴리탄 철도 지역을 유지하고 있으며, 주 내 소수 운행 철도역을 제외한 전역을 정비하고 있다.

### 네트워크
시드니 트레인스는 시드니 메트로폴리탄 전역에 걸쳐 8개의 교외의 노선을 운영하고 있다.
2013년 10월 20일에 발표된 새로운 일정표와 연계하여 시드니 트레인스는 새로운 노선번호 부여 시스템으로 개편되었다. 몇몇 노선을 합쳐 열한개 노선에서 일곱개 노선으로 줄였다.
8번째 노선은 2017년 11월 26일 T2호선을 두 개의 별도 노선으로 분할하여 생성되었다. T5호선 역시 더 이상 캠벨타운을 오가지 않고, 대신 레핑튼에서 시종착하도록 수정되었다.
| 노선색, 번호, 노선명 | 노선색, 번호, 노선명                                            | 구간 |
| -------------------- | --------------------------------------------------------------- | --- |
| 틀:TFNSW lines       | 노스쇼어, 노던 & 웨스턴 선 North Shore, Northern & Western Line | 베라우라(Berowra) ~ 에뮤 플레인스(Emu Plains), 리치먼드(Richmond) 또는 Hornsby, 센트럴(Central) 경유                    |
| 틀:TFNSW lines       | 이너 웨스트 & 레핑튼 선 Inner West & Leppington Line            | 시티 서클(City Circle) ~ 패러매타(Parramatta) 또는 레핑튼(Leppington), 그린빌(Granville) 경유                           |
| 틀:TFNSW lines       | 리버풀 앤 이너 웨스트 선 Liverpool & Inner West Line            | 시티 서클(City Circle) ~ 리버풀(Liverpool) 스트렛필드(Strathfield), 리드컴(Lidcombe) 및 리젠스 파크(Regents Park) 경유  |
| 틀:TFNSW lines       | 이스턴 서버브스 & 일라와라 선 Eastern Suburbs & Illawarra Line  | 본다이 정션(Bondi Junction) ~ 워터폴(Waterfall) 또는 Cronulla, 센트럴(Central) 경유                                     |
| 틀:TFNSW lines       | 컴벌랜드 선 Cumberland Line                                     | 스코필즈(Schofields) ~ 레핑튼(Leppington). 스코필즈(Schofields) ~ 리치먼드(Richmond) 구간에서 선택 정차로 이어짐.       |
| 틀:TFNSW lines       | 리드컴 앤 뱅크스타운 선 Lidcombe & Bankstown Line               | 리드컴(Lidcombe) ~ 뱅크스타운(Bankstown) 리젠스 파크(Regents Park) 경유                                                 |
| 틀:TFNSW lines       | 올림픽 파크 선 Olympic Park Line                                | 리드콤(Lidcombe) ~ 올림픽 파크(Olympic Park). 일부 운행, 특히 특별 이벤트 기간 동안 센트럴 ~ 올림픽 파크 간을 운영한다. |
| 틀:TFNSW lines       | 공항 & 사우스 선 Airport & South Line                           | 시티 서클(City Circle) ~ 맥아더(Macarthur), 레베스비(Revesby) & 시드넘(Sydenham, 혼잡시) 또는 공항 경유중 하나          |

시드니 트레인스의 주요역은 대부분의 노선이 통과하는 센트럴 역이다. 센트럴 역은 또한 대부분의 NSW 트레인링크 노선의 종점이다. 센트럴역에서 나온 후, T2 이너 웨스트 & 레핑튼 선, T3 리버풀 앤 이너 웨스트 선, T8 공항 & 사우스 선에서 오는 열차들은 시드니 중심 업무 지구 아래 있는 순환선인 시티 서클(City Circle)을 통과한다. 시티 서클을 통과한 후, 이들 열차는 다시 센트럴을 지나 교외로 돌아간다. T1 노스쇼어·노던 & 웨스턴 선, T4 이스터 서버브스 & 일라와라 선은 중심 업무 지구를 통과해, 시드니의 다른 지역으로 계속 이어진다. T5 컴버랜드 선은 서부 시드니 지역을 운행하며, 그랜빌에서 열차를 갈아타지 않고도 도심 남서쪽의 패러매타 주요 중심지까지 이동할 수 있다. T6 칼링포드 선과 T7 올림픽 파크 선은 교외 셔틀 서비스다.

#### 나이트라이드
1989년에 설립된 나이트라이드(NightRide) 버스는 자정에서 오전 4시 30분 사이에 정비 작업을 위해 노선을 비워둘때 열차를 대체 운행하는 버스 노선이다. 이러한 버스 서비스는 주로 시간 간격으로 운행되는 역 근처에 정차한다.(일부 노선은 주말에 더 빈번하게 운행한다.) 많은 서비스들이 타운 홀 역 근처의 버스 정류장에서 도시 외곽까지 운행한다. 야간 주행 서비스는 외부 버스 사업자와 계약하고 "N"으로 시작하는 노선 번호로 별한다.

### 철도 차량
시드니 트레인스는 2층 전기 동력분산식 열차를 운영한다. 열차 편성은 다음 유형으로 나뉜다.
| 유형 | 객차수 | 도입년도 | 편성 | 노선           |
| ---- | ------ | -------- | ---- | -------------- |
| S형  | 192    | 1972–80  | 4량  | 틀:TFNSW lines |
| K형  | 160    | 1981-85  | 4량  | 틀:TFNSW lines |
| C형  | 56     | 1986-87  | 4량  | 틀:TFNSW lines |
| T형  | 447    | 1988-95  | 4량  | 틀:TFNSW lines |
| M형  | 140    | 2002-05  | 4량  | 틀:TFNSW lines |
| A형  | 626    | 2011-14  | 8량  | 틀:TFNSW lines |
| B형  | 192    | 2018-19  | 8량  | 틀:TFNSW lines |

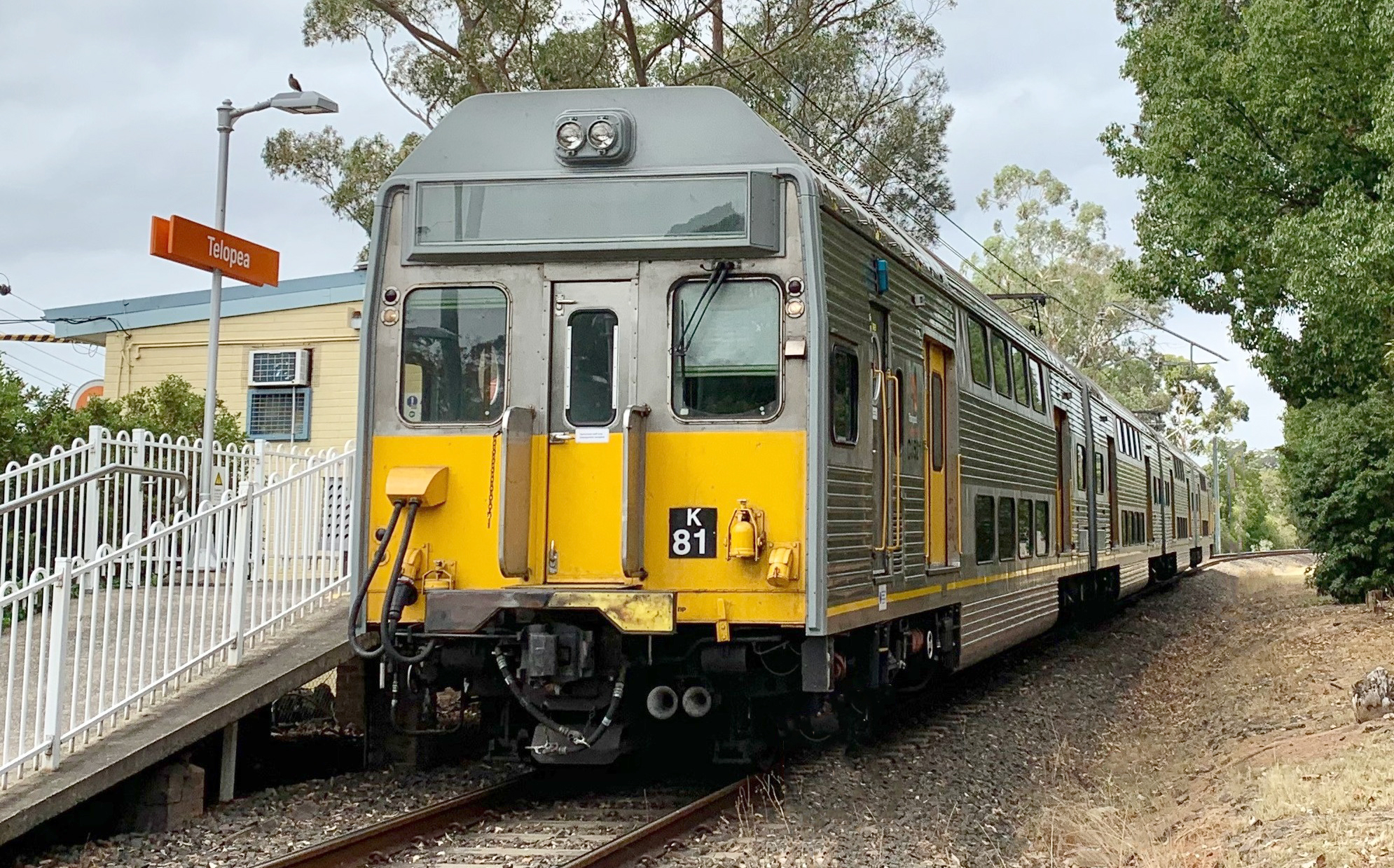
K형
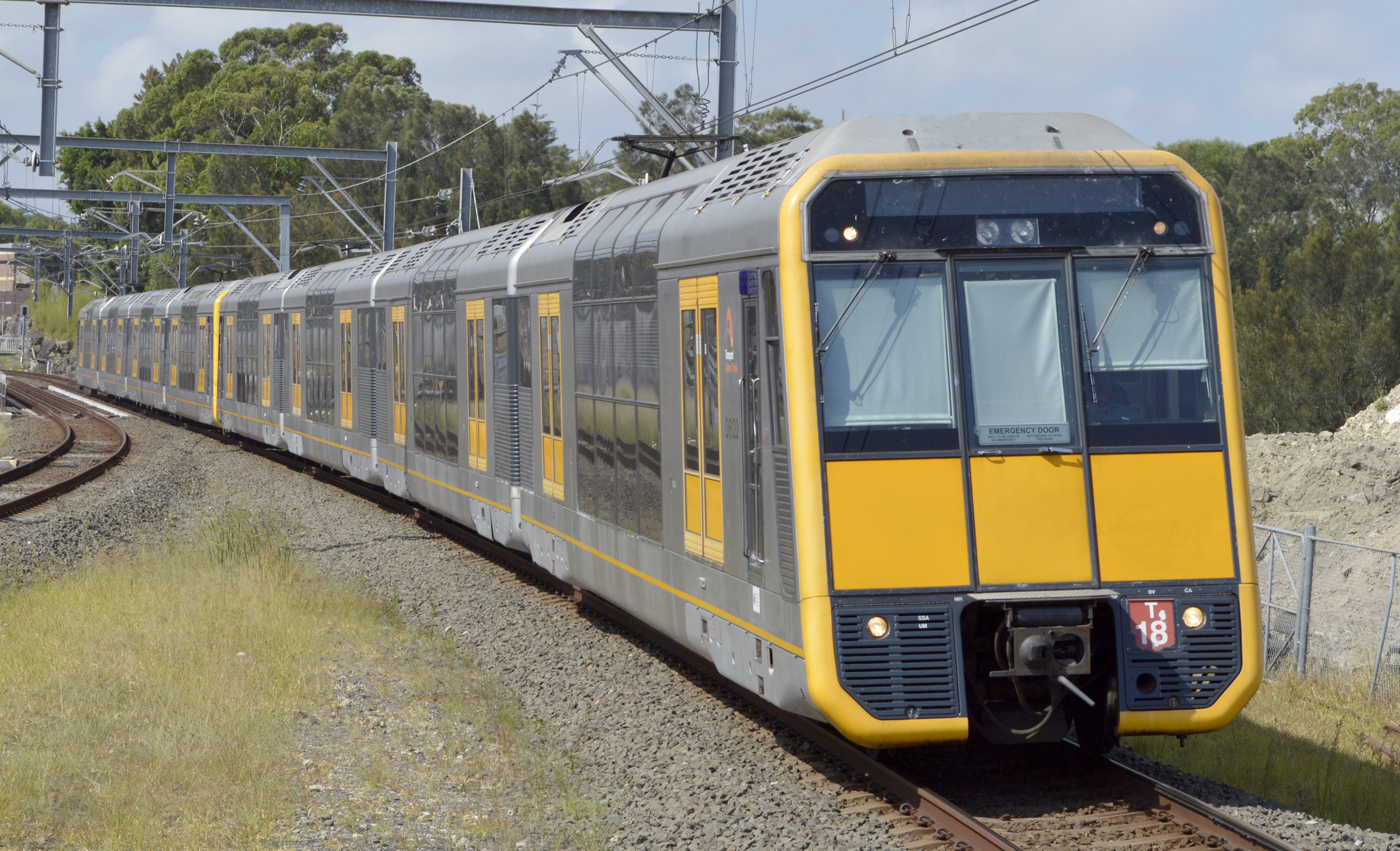
T형
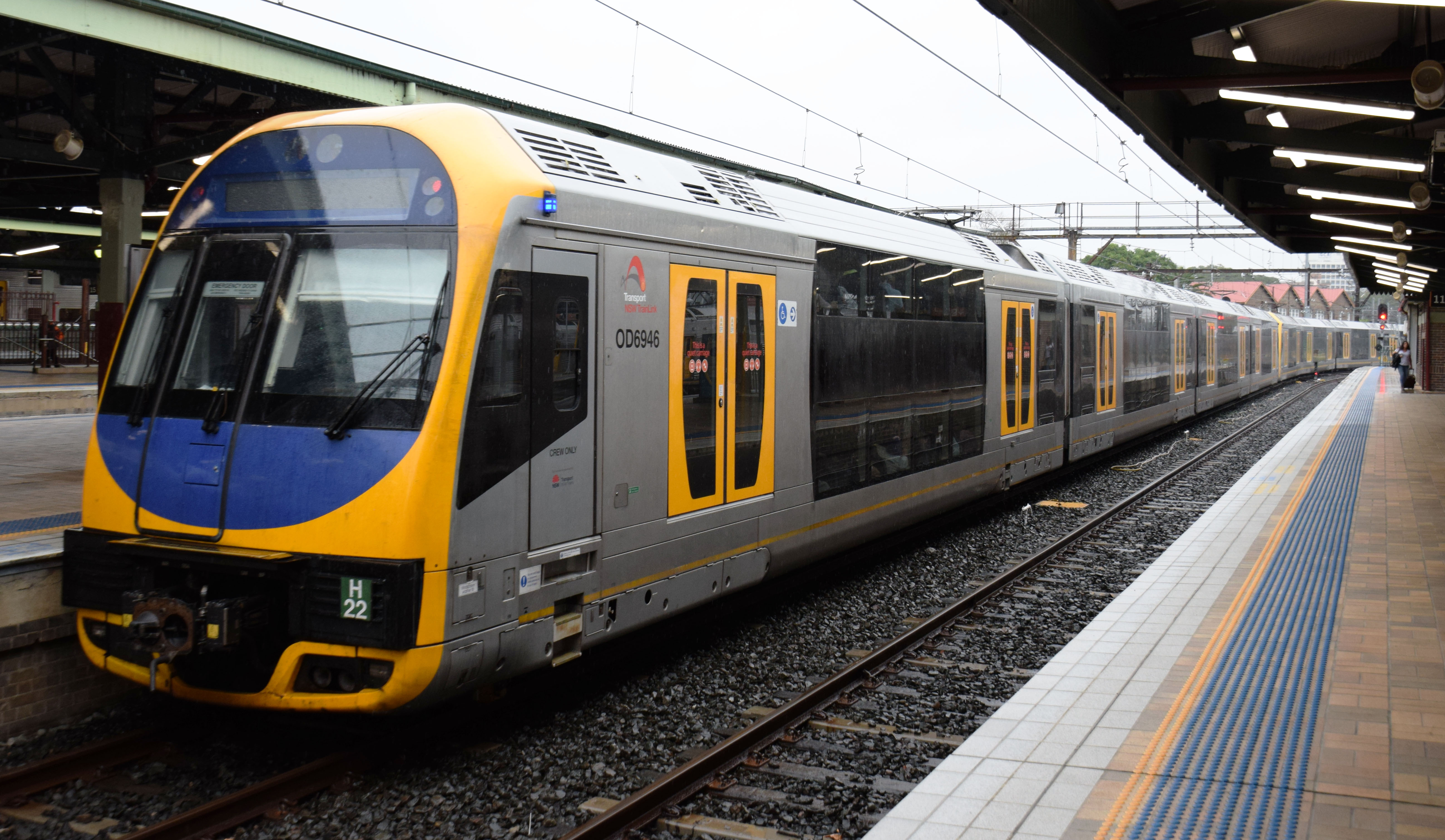
H형
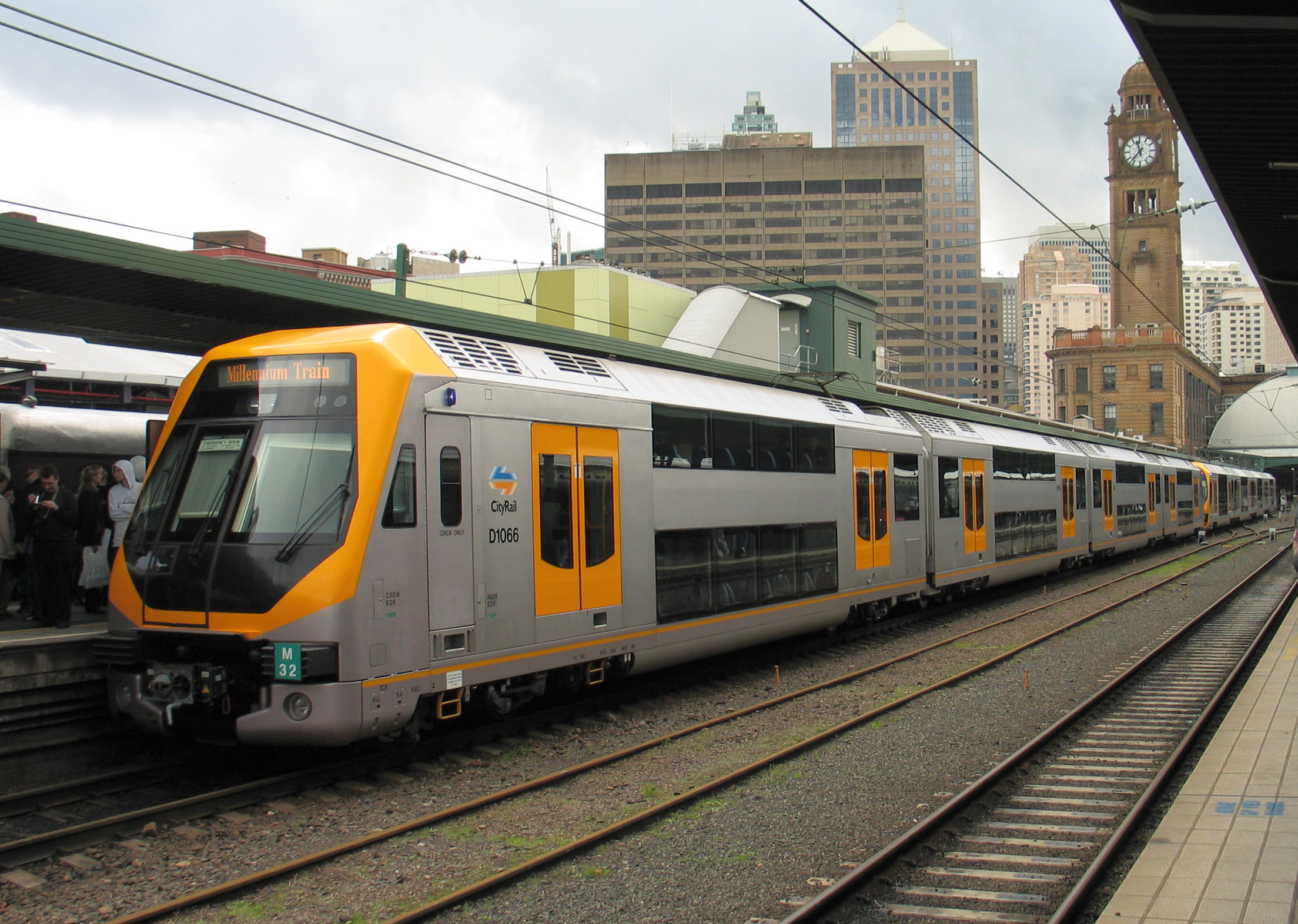
M형
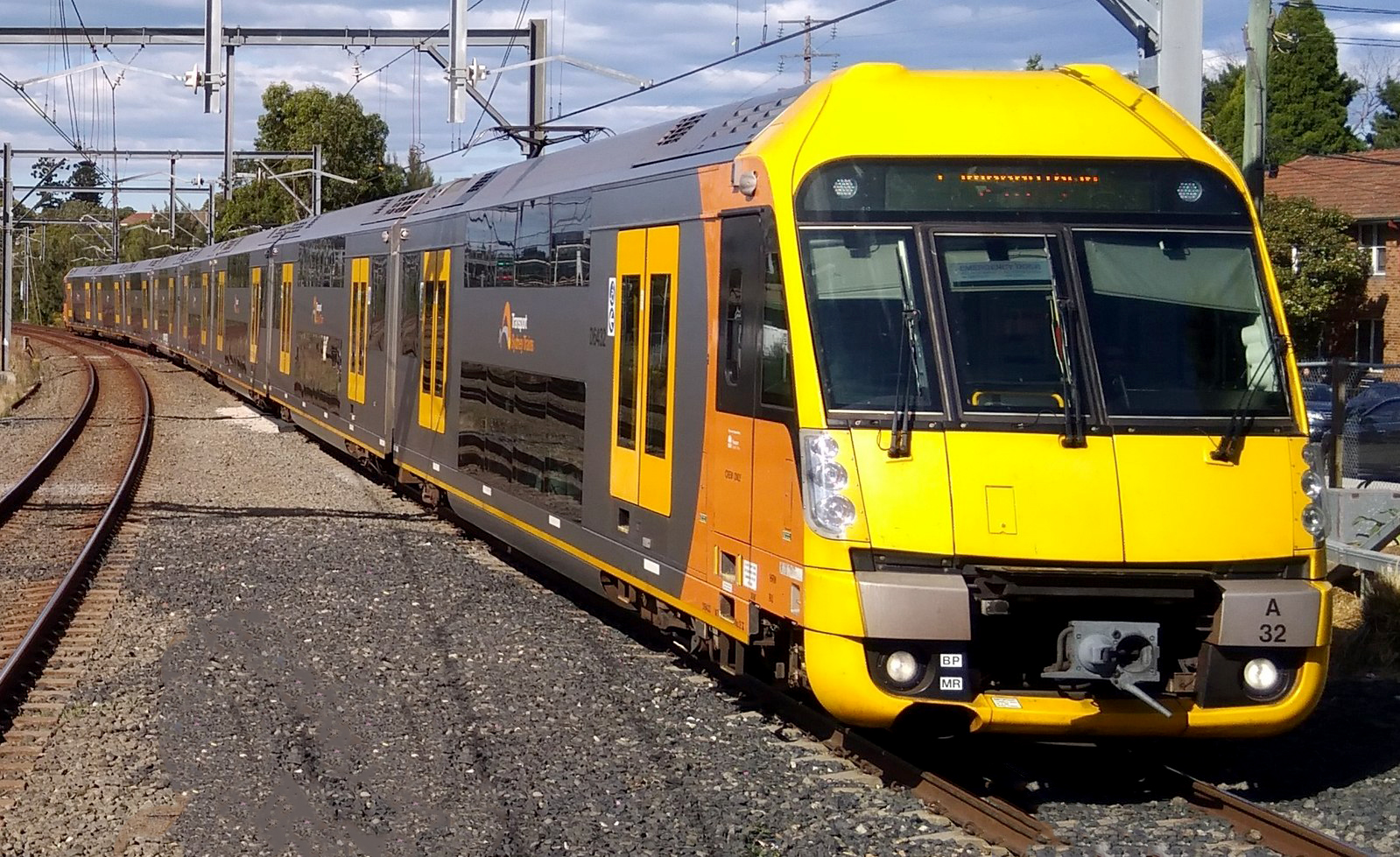
A형
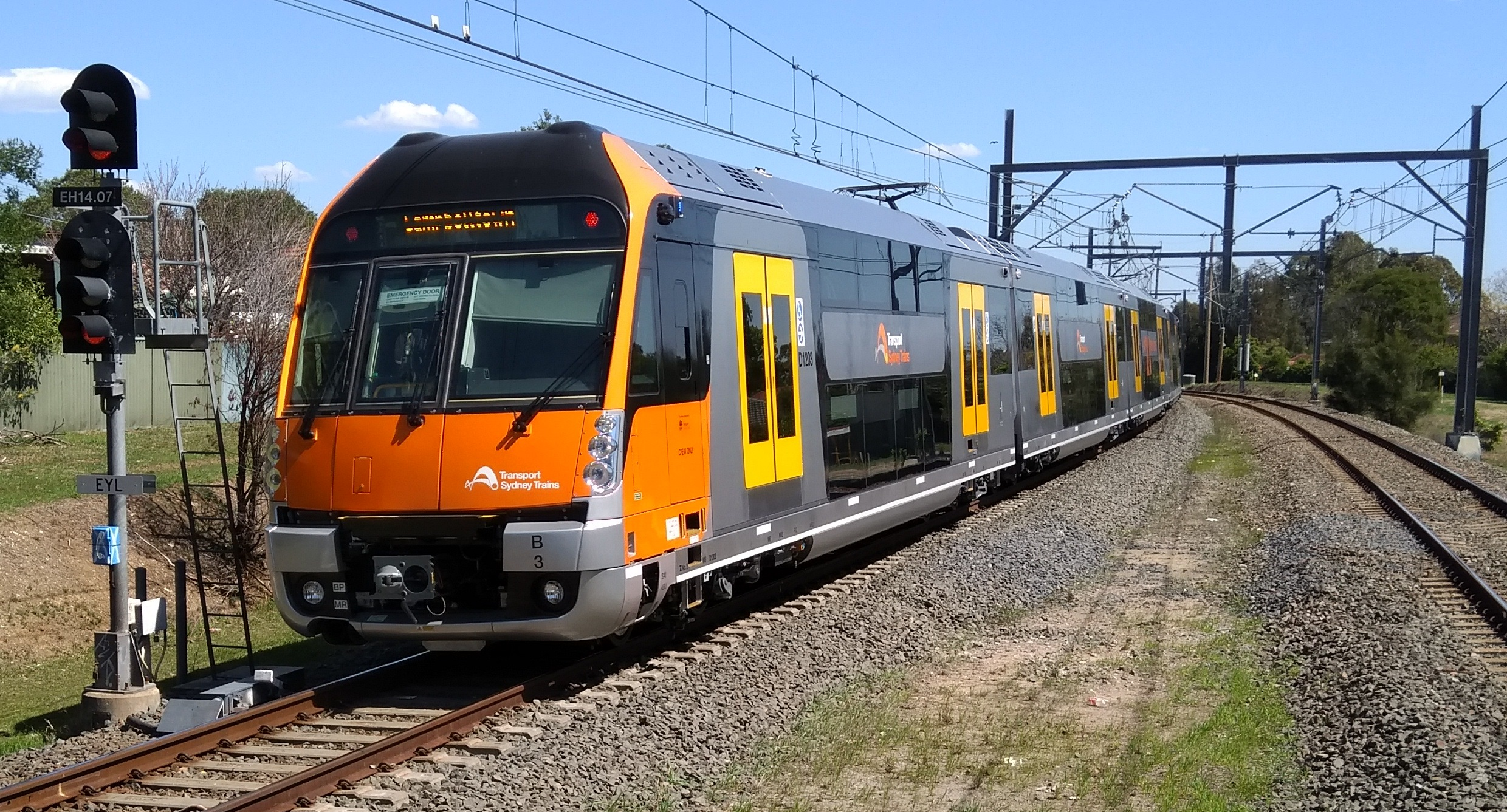
B형

주로 NSW 트레인링크에서 운영하지만, 일부 H형 교외 운행에도 사용된다. 시드니 트레인스는 원래 A형과 유사한 24대의 8량 2차분 Waratah 열차도 운행한다. 또한 NSW 트레인링크의 도시간 열차도 유지 관리한다.

### 요금제
시드니 트레인스는 현재 2014년 4월에 네트워크에 도입된 오팔 카드 발권 시스템을 사용한다. 요금 체계는 NSW 트레인링크 인터시티 네트워크와 완벽하게 통합되어 있다. 교외 및 도시 간 노선 포함 이용은 단일 요금으로 계산되며 추가 환승 요금은 없다. 오팔은 버스, 페리, 경전철에도 유효하지만 별도 요금이 적용된다. 다음 표에는 2018년 7월 2일 현재 재사용 가능한 스마트카드 및 단일 이용 티켓에 대한 오팔 요금이 나와 있다.
| 열차                 | 0–10 km | 10–20 km | 20–35 km | 35–65 km | 65 km+ |
| -------------------- | ------- | -------- | -------- | -------- | ------ |
| 성인 카드 (혼잡시)   | $3.54   | $4.40    | $5.05    | $6.76    | $8.69  |
| 성인 카드 (비혼잡시) | $2.47   | $3.08    | $3.53    | $4.73    | $6.08  |
| 기타 카드 (혼잡시)   | $1.77   | $2.20    | $2.52^   | $3.38^   | $4.34^ |
| 기타 카드 (비혼잡시) | $1.23   | $1.54    | $1.76    | $2.36    | $3.03^ |
| 성인 단일권          | $4.40   | $5.40    | $6.20    | $8.20    | $10.60 |
| 어린이/청소년 단일권 | $2.20   | $2.70    | $3.10    | $4.10    | $5.30  |

^ = $2.50는 고령자 / 연금 카드 소지자 대상이다.
시드니 공항을 제공하는 별도 운영역 2곳을 이용할 때 추가 요금이 부과된다.:
| 공항역 이용료                           | 성인 카드 | 기타 카드 |
| --------------------------------------- | --------- | --------- |
| 기타 역 ~ 도메스틱 또는 국제공항        | $14.30    | $12.80    |
| 그린 스퀘어 역 ~ 도메스틱 또는 국제공항 | $8.40     | $8.40     |
| 마스콧 역 ~ 도메스틱 또는 국제공항      | $6.00     | $6.00     |
| 도메스틱 ~ 국제공항                     | $2.00     | $2.00     |

반환 또는 정기 옵션을 사용할 수 없기 때문에, 재사용 가능한 오팔 카드에는 정기 이용객의 비용을 줄이기 위한 여러 가지 상한이 있다.
| Fare caps             | 성인 카드 | 기타 할인카드 | 고령/연금 카드 |
| --------------------- | --------- | ------------- | -------------- |
| 일일 월~토            | $15.80    | $7.90         | $2.50          |
| 일요일                | $2.70     | $2.70         | $2.50          |
| 주간                  | $63.20    | $31.60        | $17.50         |
| 주간 공항역 이용 요금 | $29.00    | $26.00        | $26.00         |

이전 발권 시스템은 1992년에 도입되었으며 마그네틱 기술을 기반으로 했다. 이 시스템은 2016년 8월 1일에 종료되었다.
오스트레일리아의 다른 도시의 발권 시스템과 달리, 시드니 열차권 가격의 대부분은 주행 거리에 따라 계산되며, 2003년 12월과 같이 세계 표준에 맞추어 저렴한 것으로 판명되었다. 그러나 2012년 10월 프라이스워터하우스쿠퍼스(PricewaterhouseCoopers)가 발표 한 보고서에 따르면 27개 주요 도시의 많은 메트로 서비스에 비해 철도 시스템이 제대로 작동하지 않는 것으로 나타났다. 시드니는 로스앤젤레스, 상파울루, 요하네스버그에서 운영 효율성 및 적용 범위에서 제치고 4위의 공공 열차 체계로 선정되었으며, 주요 도시 대중 교통 시스템 중 가장 비싼 차편을 보유한 것으로 입증되었다. 오팔 카드 출시 이후 2014년에 같은 도시의 기회 도시 보고서를 업데이트하면서 런던 다음으로 두 번째로 비싼 시스템으로 떨어진 것으로 나타났다.

## 같이 보기
- NSW 트레인링크
- 시드니의 철도 교통
  - 시드니 라이트 레일
  - 시드니 노면전차
  - 시드니 메트로